# КК Динамо Москва
КК Динамо Москва је један од најпознатијих руских кошаркашких клубова. Највеће успехе доживео је под тренером Душаном Ивковићем, када је освојио УЛЕБ куп, а самим тим се пласирао у Евролигу. Од 2007. до 2008. године тренер овог клуба је био још један познати српски тренер Светислав Пешић.

## Трофеји
- УЛЕБ куп:2006
- СССР лига:1937, 1948

## Познатији играчи
- Сергеј Биков
- Милош Вујанић
- Лин Грир
- Хенри Домеркант
- Обина Екезие
- Алексеј Жукањенко
- Робертас Јавтокас
- Горан Јагодник
- Дарјуш Лавринович
- Кшиштоф Лавринович
- Трејџан Лангдон
- Ненад Мишановић
- Сергеј Моња
- Боштјан Нахбар
- Бојан Поповић
- Мирослав Раичевић
- Александар Рашић
- Мирсад Туркџан
- Антонис Фоцис
- Мајер Четмен
- Алексеј Швед

## Познатији тренери
- Дејвид Блат
- Душан Ивковић
- Светислав Пешић